# Quarta Total
Quarta Total foi um programa de auditório brasileiro apresentado por Gilberto Barros, que entrou no ar pela Rede Record em 30 de junho de 1999. O programa mesclava jogos, apresentações de artistas, entrevistas e quadros externos.

## Histórico
O programa era exibido todas as quartas-feiras das 21h30 às 0h30. O programa disputava audiência no mesmo horário das partidas de futebol das redes Globo e Bandeirantes e do Programa do Ratinho. Em janeiro de 2002, o programa saiu do ar após a Rede Record conseguir os direitos de exibição de alguns torneios de futebol em parceria com a Traffic fazendo com que as partidas fossem transmitidas no horário do programa.

## Provas
- Cama elástica: Um dos participantes deve pular em uma cama elástica com um varal de frangos de borracha suspensa sobre ela, enquanto o outro participante segura uma cesta, na qual devem ser depositados os frangos. O casal que recolher mais ganha.

- Entrando numa fria: Um participante deve, de olhos vendados, lançar um pêndulo no formato de um cubo de gelo gigante contra seis pinguins alinhados no palco, derrubando-os. Ganha quem fizer a tarefa em menor tempo possível.

- Fire Boxe: O casal deve abrir uma caixa de fósforos contendo apenas um palito e usá-lo para acender uma vela, porém usando uma luva de boxe.

- Capacete de vela: O casal deve estourar balões usando um capacete com uma vela presa sobre ele. Cada um possui um varal próprio, e a sequência dos balões fica cada vez mais baixa e difícil de ser alcançada.

- Teste do Sofá: O casal deve carregar um sofá e transportá-lo por uma sala cenográfica, cheia de estantes, móveis e pequenos objetos. Ganha o casal que fizer a tarefa em menor tempo, com o menor número de objetos derrubados.

- Catapulta: Um dos membros da equipe deve catapultar frangos de borracha para o outro participante pegar, guiando um fogão cenográfico com uma panela sobre ele, fazendo o frango cair dentro do recipiente.

- Escada: Um dos participantes deve escalar uma escada-maluca e tocar o sino sobre ela.

- O que o leão comeu?, Cine-Mímica e Mímica Rápida':

- Cervejeiro: Um dos participantes deve encher um copo de cerveja e deslizá-lo por um balcão, fazendo-o parar entre duas linhas vermelhas. Caso consiga, o outro participante pode pegar esse copo para encher um balde, senão, o copo é descartado. O casal que conseguir coletar mais líquido ganha.

- Esteira de velcro: Usando uma roupa de velcro, o participante deve subir em uma esteira para ser alvejado por bolinhas de velcro atiradas pelos adversários. Enquanto ele está na esteira, ele pode tirar as bolinhas que conseguir, porém ao sair, as bolinhas são contadas. Cada membro da dupla deve passar pela esteira três vezes, e ao final, quem juntar menos bolinhas vence.

- Diferença: No começo do jogo, são apresentadas 10 modelos, estando um deles usando algo a mais do que os outros (uma luva ou um tênis, por exemplo). Após a análise, as modelos são reapresentadas, porém apenas revelando a parte do corpo em questão que estava escondida em uma delas. Os participantes devem identificar qual modelo estava usando o objeto, diferenciando-os.

- Rosa do Tempo: O participante deve acionar um cronômetro no palco, que é coberto. Após isso, ele deve percorrer lentamente um pequeno percurso, pegar uma flor, dar ao seu parceiro de equipe e voltar para parar o cronômetro, marcando mentalmente um minuto. O casal que fizer o percurso mais próximo de um minuto vence.

- Trator: Controlando um trator de brinquedo de controle-remoto, o participante deve pegar areia de um depósito e jogá-la em uma caixa sobre uma gangorra, cortando o pavio de uma bomba.

- Empilhadeira: Duas versões desta prova foram feitas, ambas usando uma empilhadeira de brinquedo com controle remoto: Na primeira, os participantes devem pegar dois pequenos engradados postos em pequenos prédios e transportá-los a outros prédios, ao lado do mesmo. Na segunda versão, os participantes devem usar o garfo da empilhadeira para colocar a agulha em uma vitrola, em uma determinada faixa.

- Bombeiros: Controlando um carrinho de bombeiros de controle-remoto, o participante deve apagar 6 velas dentro de uma casinha cenográfica, através das janelas.

- Guindaste: Controlando um guindaste de brinquedo de controle-remoto, o participante deve pegar uma caixinha situada ao lado da pista e transportá-la até o final do caminho.

- Postes: Controlando um carrinho de controle-remoto com uma vela sobre ele, o participante deve guiar o brinquedo passando por vários postes de luz com pavios, acendendo-os com a vela.

- Esgrima: O participante deve jogar laranjas sobre um lado de uma parede, enquanto o outro participante deve pegá-la no ar com uma esgrima, sem deixá-la cair no chão.

- Cabine das bolinhas: O participante deve quicar bolinhas de borracha no chão de uma cabine para tentar atingir um buraco no alto, fazendo a bolinha sair da cabine e se depositar no teto.

- Secadores: Um dos participantes deve pegar uma bolinha que está flutuando sobre o ar quente de um secador com outro secador, e assim transportá-la até um terceiro secador, sem deixar a bolinha cair em momento algum.

- Pilha de caixas: Um dos participantes deve carregar uma pilha de caixas de sapato vazias, passando por um percurso de obstáculos que envolve uma turbina de ar, uma esteira rolante, cordas e uma plataforma instável. Uma versão desta prova com caixas de pizza também foi realizada.

- Quebra-cabeça: Um painel está montado sobre uma esteira rolante.

- Animais na esteira: O participante deve colocar um pintinho, um sapo, um coelho e uma cobra sobre uma esteira móvel,

- Foto dos dálmatas: Os participantes devem tirar uma foto com 5 dálmatas sobre um pequeno palanque,

- Corrida do Balão: Em uma sala cenográfica, um participante deve tirar um balão vazio de uma gaveta, dá-lo ao seu companheiro, que deve passá-lo a alguém da plateia para enchê-lo, amarrá-lo e devolvê-lo ao competidor, para que possa estourá-lo sentando em uma cama. O processo é repetido quantas vezes for possível até o término do tempo limite da prova.

- Prova do Barril: O participante entra em um barril e deve rolá-lo sobre uma pista cheia de balões, estourando-os.

- Flores Iguais: Um painel com várias mãos é mostrado ao casal, que deve relacionar as mãos das mesmas pessoas dando-lhes flores da mesma cor. O casal que fizer o maior número de pares corretos vence.

- Gangorra: O casal deve brincar em uma gangorra especial: cada movimento dela faz um balão inflar um pouco. O casal que estourar o balão em menor tempo vence.

- Jornal: Um participante deve organizar as páginas de um jornal na frente de um forte ventilador.

- Morango do Nordeste: Em um balanço, o participante deve comer um morango que está suspenso por uma vara de pescar guiada pelo seu companheiro de equipe.